# California State Route 111
Die California State Route 111 (kurz CA 111) ist eine State Route im US-Bundesstaat Kalifornien, die in Nord-Süd-Richtung durch das Coachella Valley von Palm Springs nach Calexico verläuft.

## Verlauf

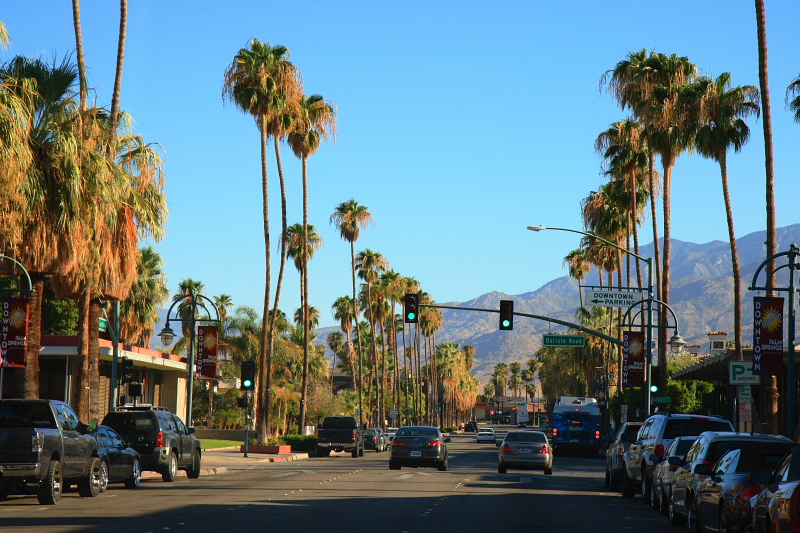
In Palm Springs verläuft die CA 111 auf dem Palm Canyon Drive.

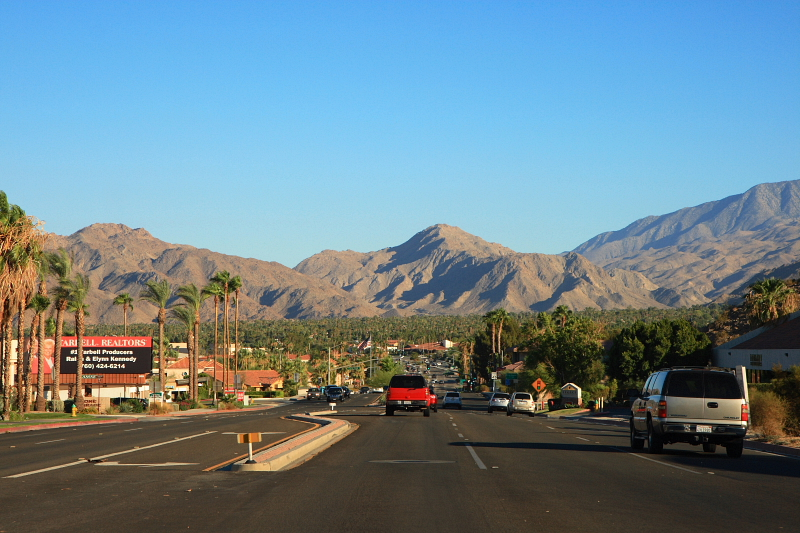
Blick von der CA 111 auf Cathedral City und Palm Desert.

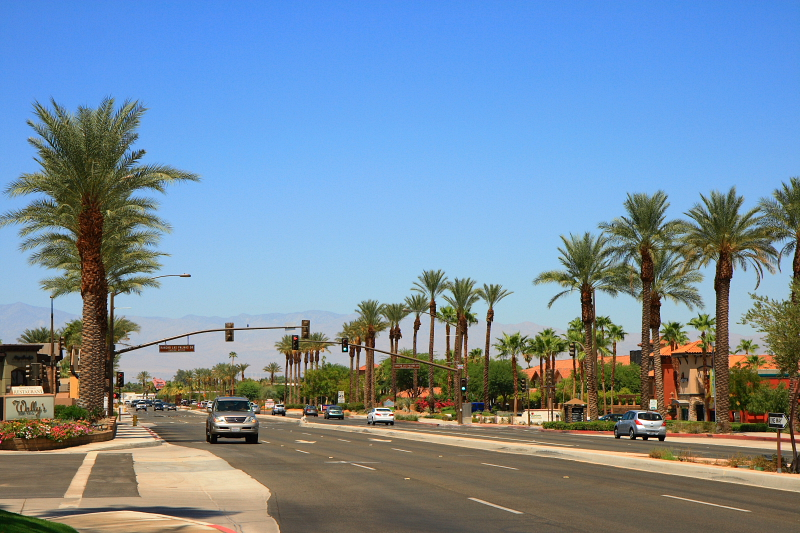
Straßenverlauf in Rancho Mirage.

Die State Route beginnt südlich von Calexico an der mexikanischen Grenze und trifft im Zentrum der Stadt auf die California State Route 98. Ab Calexico verläuft sie in nördlicher Richtung. Östlich von Heber zweigt die State Route 86 ab, bevor die CA 111 die Interstate 8 passiert. Ab der Interstate führt sie parallel zur CA 86 und zur CA 115 in nördlicher Richtung.
In Brawley kreuzt sie die California State Route 78 und in Calipatria endet die State Route 115 an ihr. Im Anschluss verläuft sie am nordöstlichen Ufer des Saltonsees entlang und trifft bei Mecca auf die California State Route 86S.
Im Osten von Indio nutzt sie für einige Kilometer die Trasse der State Route 86. Nach der Abzweigung der California State Route 74 im Süden von Palm Desert verläuft die CA 111 in nordwestlicher Richtung und endet nach der Durchquerung der Städte Rancho Mirage, Cathedral City und Palm Springs westlich von White Water an der Interstate 10.